# Tipula vaga
Tipula vaga är en tvåvingeart som beskrevs av Walker 1856. Tipula vaga ingår i släktet Tipula och familjen storharkrankar. Inga underarter finns listade i Catalogue of Life.